# 加利福尼亚州选举
加利福尼亚州选举的目的是填补各个州和联邦的议席。在加利福尼亚州，每逢偶数年（如2006和2008年）会定期举行选举，但是每年选出的议席各不相同，某些职位的任期各不相同。有时还会举行补选，以在某些特定的时间点填补某些席位。此外，全州范围内的倡议和罢免选举也会举行。

## 选举情况

### 总统
自1792年开始，每四年美国都会举办一次间接的总统和副总统选举。

### 州
加州每四年举办一次州长选举。在2003年，举办过一次罢免选举。直到2008年，初选在2月或6月举行。11月举行大选，主要表决涉及全州的问题。此外，补选随时都可能举行。

## 政党
加州合法的政党有6个：
- 美国独立党
- 民主党
- 绿党
- 自由党
- 和平与自由党
- 共和党

由于加州特有的选举制度，在州议会中只有民主党和共和党的代表。